# LIVE FILMS YUZU YOU DOME 〜みんな、どうむありがとう〜
『LIVE FILMS YUZU YOU DOME ～みんな、どうむありがとう～』は、ゆずのライブビデオ。2012年10月24日にトイズファクトリーより発売。「LIVE FILMS YUZU YOU DOME ～二人で、どうむありがとう～」と同時発売。

## 概要
- 2012年に行われた「ゆずデビュー15周年感謝祭 ドーム公演 YUZU YOU」の東京ドーム公演のうち、6月3日に行われたバンド編成のDAY2の模様を収録。
- ゆずのライブビデオでは初となるBlu-ray Disc版も同時発売された。
- 初回特典はオリジナルクリアファイル
- 北川カメラの映像と岩沢カメラの映像を切り替えることができるマルチアングルに一部楽曲が対応。

## 収録曲

### Disc1
1. ストーリー
2. 超特急
3. 桜木町
4. 青
5. 明日天気になぁれ
6. from
7. 裏 YUZU YOU ～ゆず湯～ メドレー
ボサ箱根(15th DOME Ver.)～ニンジン～ヒーロー見参～チェリートレイン～リアル～ボサ箱根(15th DOME Ver.)～眼差し～人間狂詩曲～凸凹～ボサ箱根(15th DOME Ver.)～健太郎のお姉ちゃん～ビジネス～スーパーマン～みらい～ボサ箱根(15th DOME Ver.)～1か8～代官山リフレイン～彼方～第九のベンさん～ボサ箱根(15th DOME Ver.)
（北川カメラ / 岩沢カメラ　マルチアングル対応）
8. Yesterday and Tomorrow
9. 陽はまた昇る

### Disc2
1. 逢いたい
2. シシカバブー
3. 桜会
4. いちご
5. 少年
6. with you
7. おでかけサンバ
8. T.W.L
9. 虹
10. 夏色
11. 栄光の架橋
12. 友達の唄

- 特典映像
  - YUZU YOU DOME TOPICS